# قشلاق أرض بيك (تشهاردانغة)
قشلاق أرض بيك (بالفارسية: قشلاق ارض‌بیگ) هي منطقة سكنية تقع في إيران في قسم تشهاردانغة الریفي.